# Alfian Yusuf Helmi

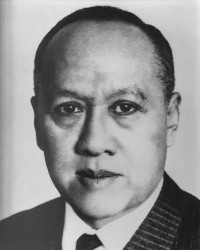
Alfian Yusuf Helmi

Alfian Yusuf Helmi (* 15. Juni 1916 in Way Kunang, Kotabumi, North Lampung Regency; † 1991) war ein indonesischer Diplomat.

## Leben
Alfian Yusuf Helmi war Muslim und hatte drei Kinder.
Mit einer Studie vom 26. April 1944 wurde er an der Universität Istanbul zum Doktor der Wirtschaftswissenschaften promoviert.
Er war Lehrer am Talas American College.
Von 1944 bis 1945 war er Referent am Wirtschaftsministerium der Niederländischen Exilregierung im „Camp Columbia“, in Wacol, einem Vorort von Brisbane.
Von 1947 bis 1949 war er Erster Sekretär im Wirtschaftsinstitut von Vizepräsident Mohammad Hatta in Yogyakarta.
Von 1949 bis 1951 leitete er die Abteilung Wirtschaft im Außenministerium.
Von 1. Juli 1952 bis Mai 1955 war er Botschafter in Bern und war mit Sitz in Bern ab 1954 auch beim Heiligen Stuhl akkreditiert.
Von 1956 bis 1961 war er Botschafter in Canberra und war auch in Wellington akkreditiert.
Von 1961 bis 1963 leitete er die Abteilung Wirtschaft im Außenministerium und bis 1964 Verhandlungen mit der japanischen Regierung.
Von 1964 bis 1965 leitete er die Abteilung Amerika im Außenministerium.
Von 7. Februar 1967 bis 1970 war er Botschafter in Bonn.
Von 1975 bis 1979 war er Vorsitzender Beauftragter der Perseroan Terbatas Siemens Indonesia. Er verstarb an einer Krankheit.